# أشجان هندي
أشجان محمد حسين هندي (1968) شاعرة وأكاديمية سعودية. ولدت في جدّة وتخرّجت بجامعة الملك عبد العزيز فيها مجازةً في اللغة العربيّة وآدابها ثم نالت شهادة الماجستير من جامعة الملك سعود في الرياض. وقد نشرت رسالتها للماجستير في كتاب صدر عن النادي الأدبي في الرياض بعنوان توظيف التراث في الشعر السعودي المعاصر. تعمل محاضرة بقسم اللغة العربيّة في جامعة الملك عبد العزيز في جدّة، مسقط رأسها. تكتب بالعربية والإنجليزية وصدر ديوانها الشعري الأول للحلم رائحة المطر عام 1996 ثم مطر بنكهة الليمون 2007.

## سيرتها
ولدت أشجان محمد حسين عبد الله هندي عام 1968 م/ 1388 هـ في جدة ونشأت بها. اهتمت بالأدب العربي حيث حصلت على بكالوريوس اللغة العربية وآدابها من كلية الآداب في جامعة الملك عبد العزيز، وعلى الماجستير من جامعة الملك سعود ثم نالت الدكتوراه من لندن عام 2005م في كلية الدراسات الشرقية والأفريقية. وهي أستاذة مادتي الأدب العربي الحديث والأدب السعودي ومادة الأسلوب وتحليل النصوص في جامعة الملك عبد العزيز. عملت في الملحقية السعودية التعليمية الثقافية في بريطانيا، وقد ترجمت بعض قصائدها إلى الفرنسية والألمانية والإنجليزية.

## آثارها
- للحلم رائحة المطر. صدر عام 1996.
- مطر بنكهة الليمون. صدر عام 2007.
- ريق الغيمات. صدر عام 2010م.
- محاولات صغيرة تعدها صغيرة على الأصابع بالإنجليزية.
- توظيف التراث في الشعر السعودي المعاصر. 1996.[11]
- توظيف التراث في شعر المرأة المعاصر بالجزيرة العربية والخليج بالإنجليزية.
- تجليات القصيدة الرقمية في المملكة العربية السعودية. صدر عام 2020.[12]

وقد ترجمت بعض قصائدها إلى الفرنسية والألمانية والإنجليزية.

## انظر ايضاً
- جدة
- مريم البغدادي
- هند المطيري
- بديعة كشغري

## وصلات خارجية
- أشجان هندي على موقع أرشيف الشارخ.
- أشجان هندي من رائحة المطر إلى رؤيا الجدب.